# Agrilus thoracellus
Agrilus thoracellus é uma espécie de inseto do género Agrilus, família Buprestidae, ordem Coleoptera.
Foi descrita cientificamente por Gory & Laporte, 1837.